# 国見真菜
国見 真菜（くにみ まな、1974年1月1日 - ）は、日本の元AV女優。
東京都出身。身長157cm。スリーサイズ：B88 W58 H84。血液型:O型。

## 人物
- 趣味:ショッピング
- 特技:カラオケ、スポーツ

## 作品

### アダルトビデオ
- 甘ずっぱ女子校生
- フラッシュパラダイス
- 注射でイカせて
- レイプ狂い

※以上アリスJAPANの作品 
- 花嫁のおエロ直し
- チューチュー娘
- 花のOL一年生
- 国見真菜の謝肉祭
- ゴックン天使
- 国見真菜の交換日記

※以上アトラス21の作品
- されごこち（共演：可愛静果、里見友里）
- 吸いつくす女（共演：君矢摩子、伊東公実）

※以上h.m.pの作品

### 雑誌
- オレンジ通信 1993年07月号（表紙）